# Jump 20
Jump 20 - американський тактичний розвідувальний БПЛА  з вертикальним злетом та посадкою (VTOL) виробництва AeroVironment.

## Характеристики
- загальна маса – 97,5 кг[2][3];
- Корисне навантаження – до 13,6 кг[4];
- тривалість польоту – 14 годин;
- радіус дії – 185 км;
- час розгортання – 60 хвилин;
- довжина – 2,9 м;
- розмах крил – 5,7 м.

Має штатну електронно-оптичну станцію ARCAM-45В, також може бути оснащений такими системами, як WESCAM MX-8, Trillium HD80 чи TASE 40 LRS.

## Історія
Армія США планує замінити дрони RQ-7B Shadow тактичними БПЛА JUMP 20. Вони вибрали JUMP 20, оскільки вона добре зарекомендувала себе в бойових умовах.  Комплекс включає шість літальних апаратів, наземні термінали даних і наземні станції управління. Вартість комплексу - 8 млн. долларів США.
Уряд Сполучених Штатів оголосив , 24 лютого, новий пакет допомоги Україні на суму 2 млрд доларів із фонду Ініціативи сприяння безпеці України (USAI), яку буде приурочено до першої річниці повномасштабного вторгнення. У складі пакету БПЛА Jump 20.